# Tridesmodes ramiculata
Tridesmodes ramiculata är en fjärilsart som beskrevs av W. Warren 1899. Tridesmodes ramiculata ingår i släktet Tridesmodes och familjen Thyrididae. Inga underarter finns listade i Catalogue of Life.